# Калинівський регіональний ландшафтний парк
«Калинівський» (крим. Kalınivskıy (Tüp Kenegez) regional parkı) — регіональний ландшафтний парк, розташований в Присиваській низовині біля акваторії затоки Сиваш східніше гирла річки Стальна (Джанкойський район, Крим). Площа — 12 000 га. Землекористувачі — Джанкойський СПТУ-48 і Азовський ЛВЗ.

## Історія
За часів СРСР на даній території до 1991 року був розміщений авіаційний полігон «Каліновка», військова частина № 45192. Полігон отримав назву за сусіднім зниклим селом Тюп-Кєнєгєз, яке у 1945 році перейменували на Калинівку.
Створено згідно з Постановою Верховної Ради Автономної Республіки Криму № 913-2/2000 Про розширення і впорядкування мережі територій та об'єктів природно-заповідного фонду місцевого значення в Автономній Республіці Крим від 16 лютого 2000. Згідно з розпорядженням Ради міністрів Автономної Республіки Крим від 11 вересня 2012 р. № 657-р Про надання дозволу на розробку проєктів землеустрою з організації та встановлення меж територій природно-заповідного фонду місцевого значення були здійснені проєкти землеустрою з організації та встановлення меж територій природно-заповідного фонду місцевого значення (без вилучення земель) для Калинівського регіонального ландшафтного парку, а також для ще 5 природоохоронних об'єктів.
За даними начальника Державної інспекції з контролю за використанням та охороною земель у Криму, в 2004 році Джанкойська районна державна адміністрація незаконно передала в оренду мисливського клубу «Азов» 4108 га заповідних земель Калинівського регіонального ландшафтного парку. Це було виявлено в ході перевірки дотримання правил землекористування в парку. У зв'язку з цим Держземінспекція направила до Джанкойської районної державної адміністрації клопотання про скасування незаконного розпорядження та передала матеріали перевірки до прокуратури.

## Опис
Регіональний ландшафтний парк був створений з метою збереження та охорони водно-болотних угідь міжнародного значення у Присивашші Криму на місці урочища Калинівка, де був військовий полігон. Є одним з осередків біорізноманіття в Сиваському регіоні.
Парк існує «на папері»: адміністрації немає, межі не винесені в натуру, ділянки степу розорюються.
До складу парку були включені такі землі:
- Джанкойського СПТУ-48 площею 2309 га
- Азовського ЛГЗ площею 4108 га
- Акваторія затоки Сиваш площею 5583 га

Найближчий населений пункт — село Прозрачне Джанкойського району АРК України, місто — Джанкой.

## Природа
Рослинність парку представлена природними асоціаціями декількох видів степів Криму: дерново-злакові, зональні пустельні, блідо-різнотравні степи. Ці види степів в ландшафтному парку представлені як еталони рослинності степового Криму.
З фауни в ландшафтному парку «Калинівський» поширені поселення бакланів, куликів, мартинів, а також присутні сезонні (навесні та восени) скупчення різних перелітних птахів. На заповідних територіях мешкають близько 150 видів птахів, 60 видів птахів з яких є фоновими.

## Галерея

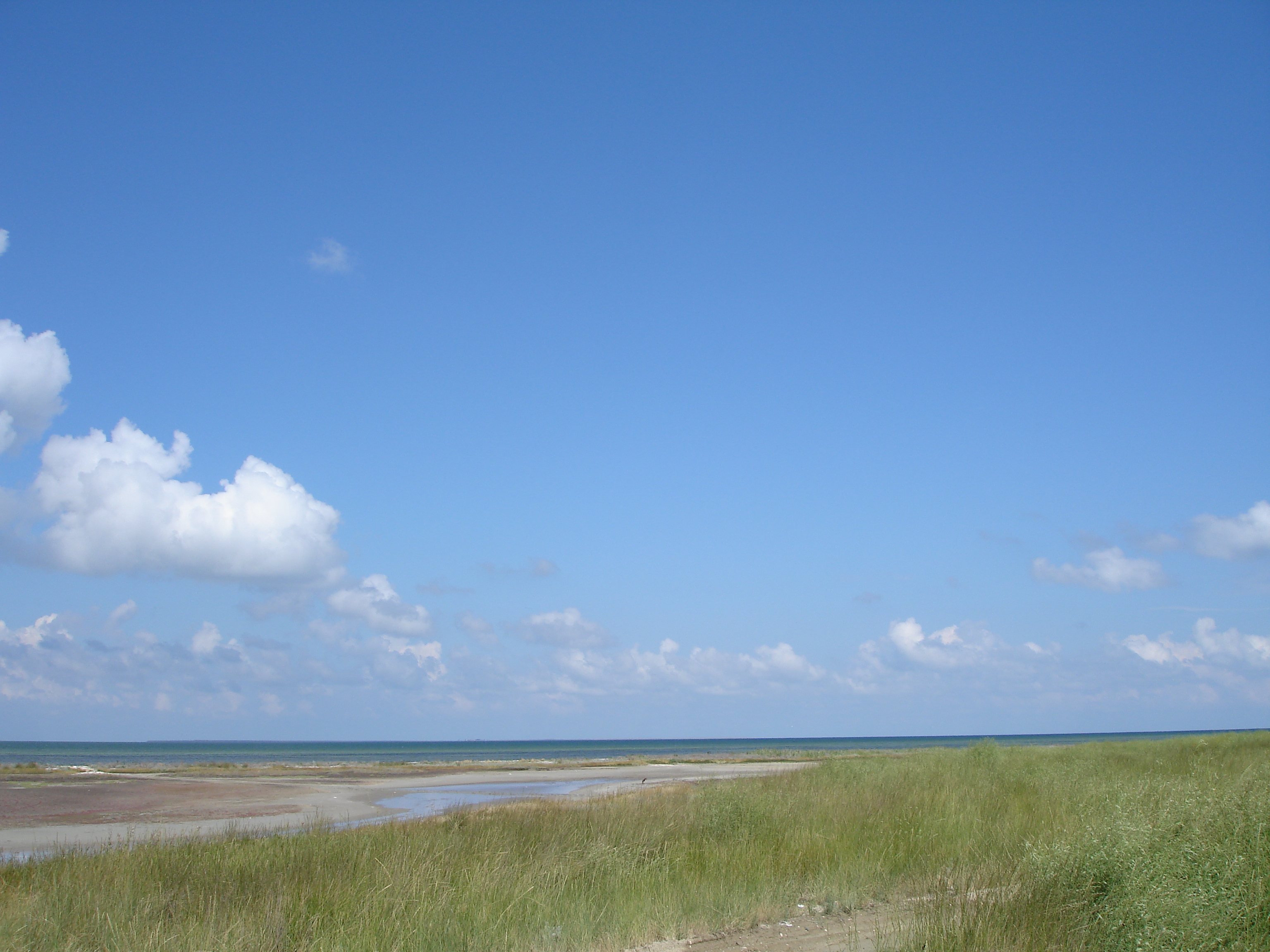
Біля Сиваша
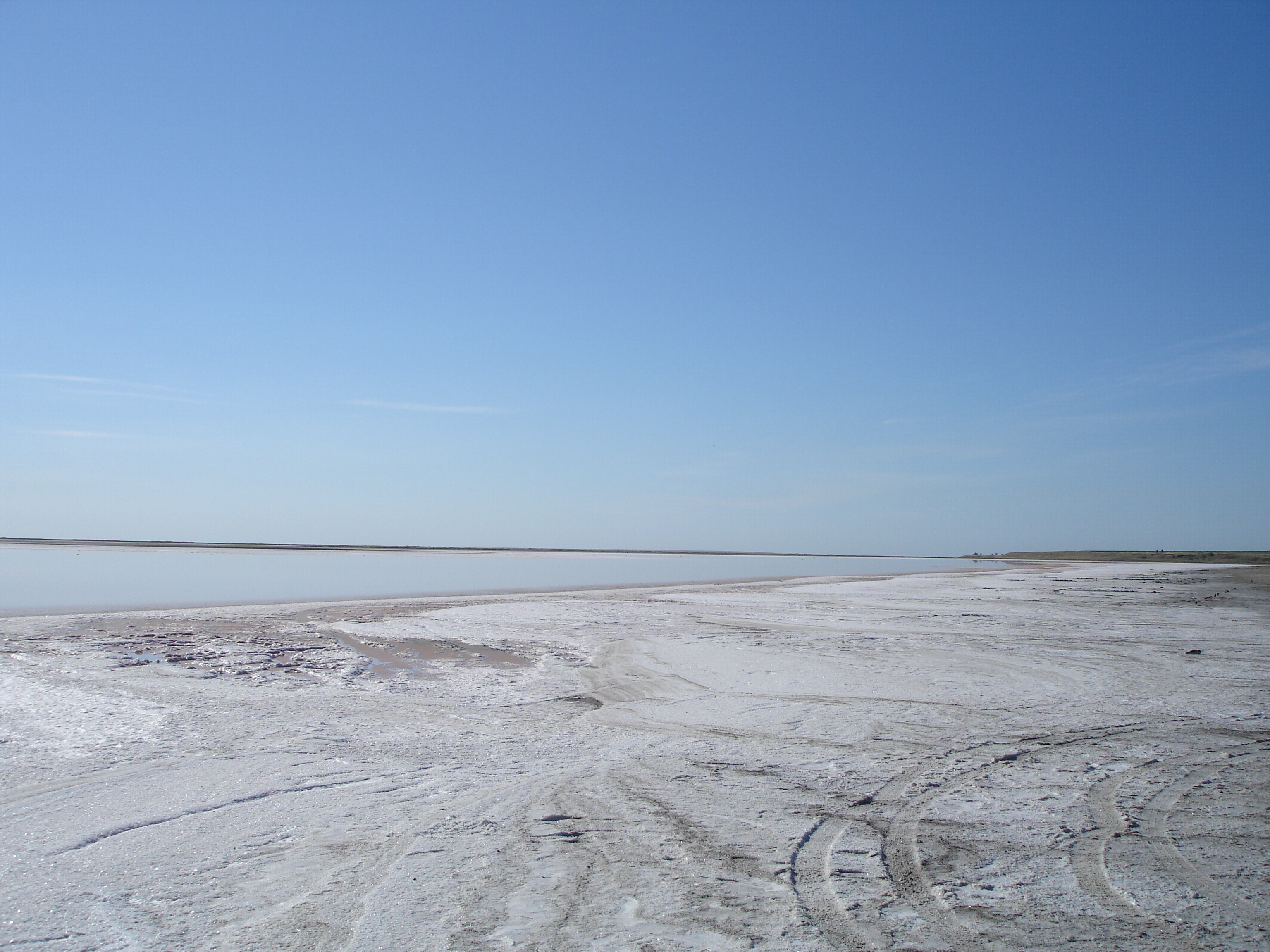
Узбережжя Сиваша
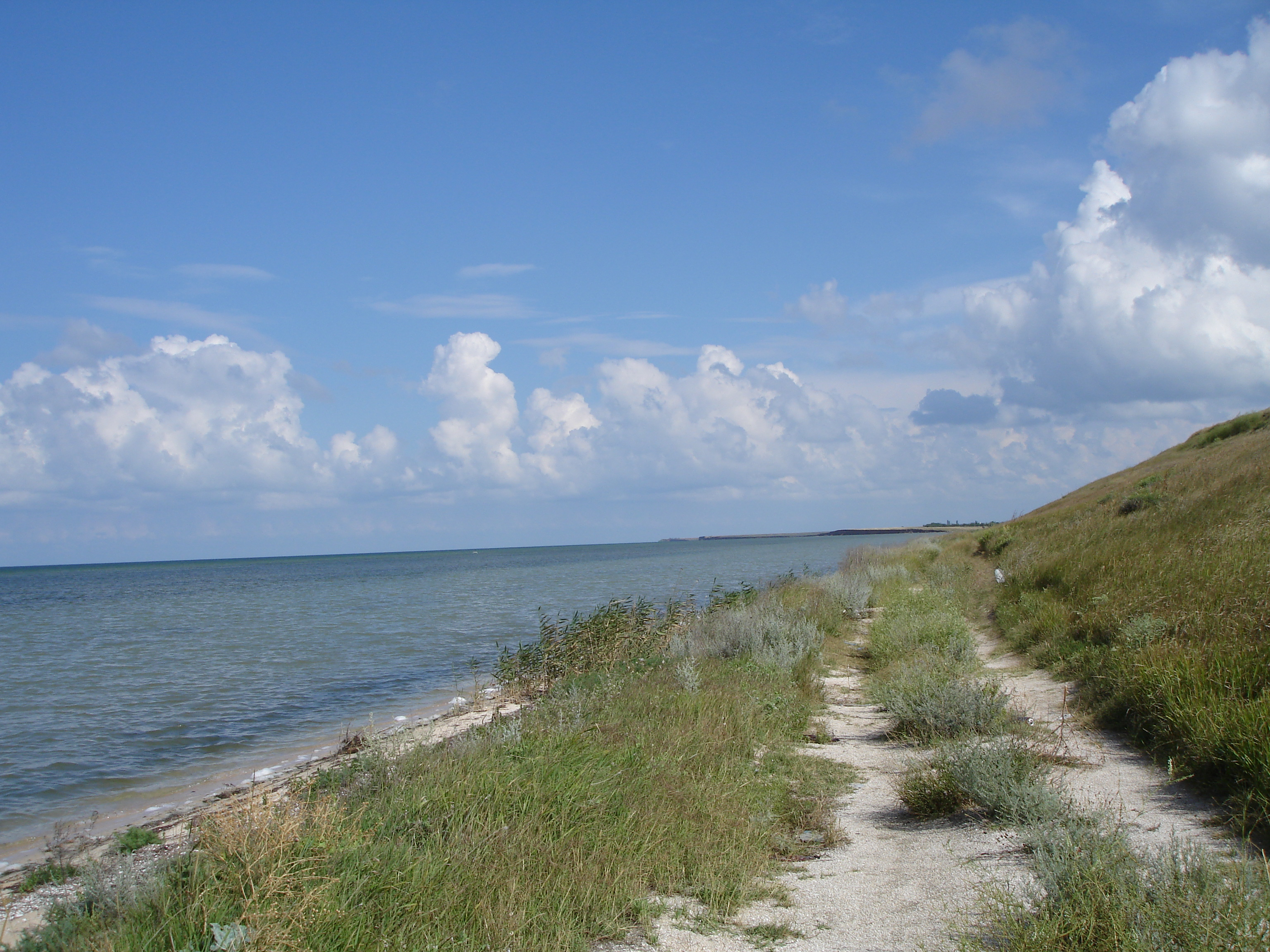
Узбережжя Сиваша
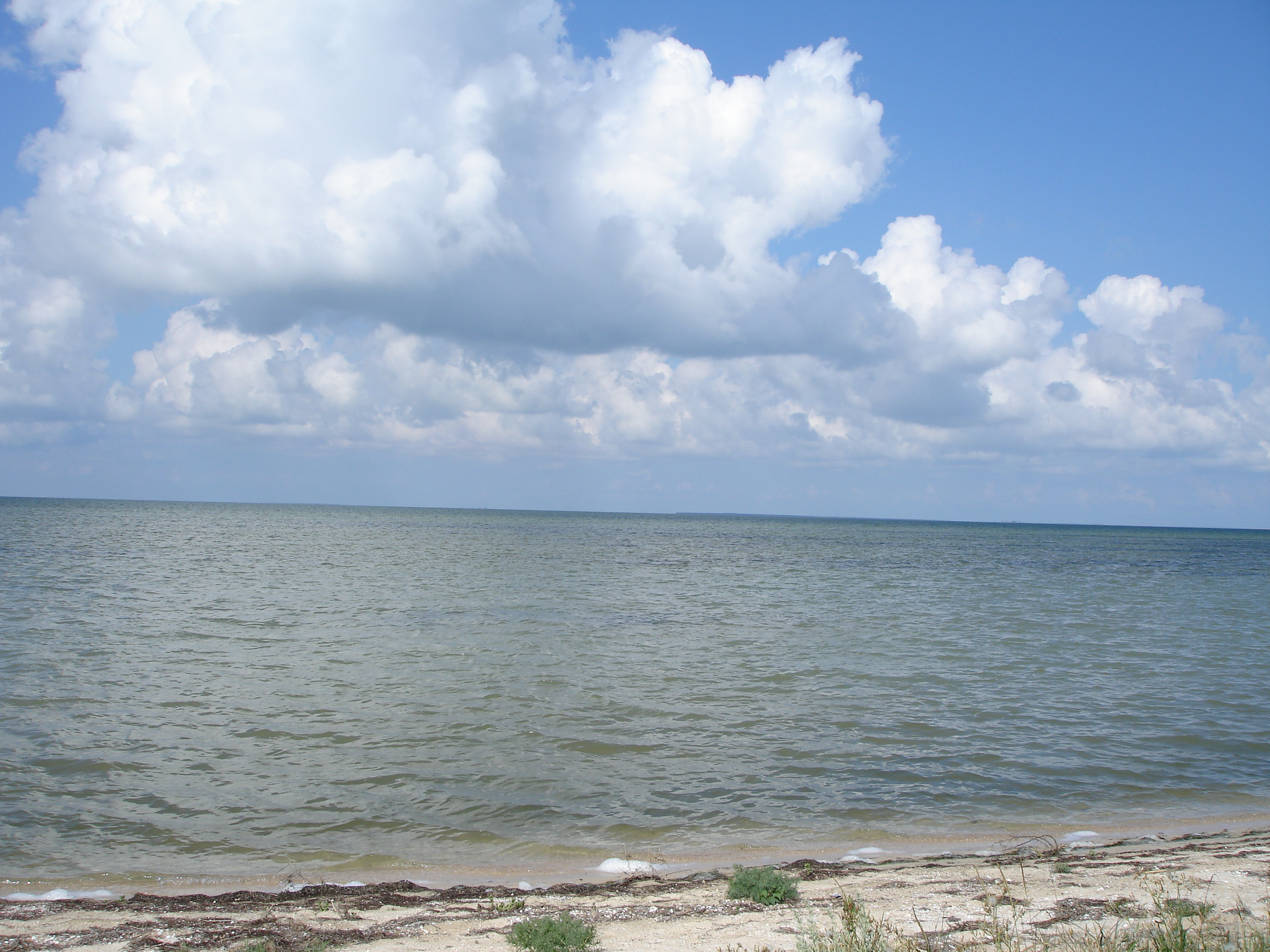
Краєвид на озеро Сиваш з узбережжя
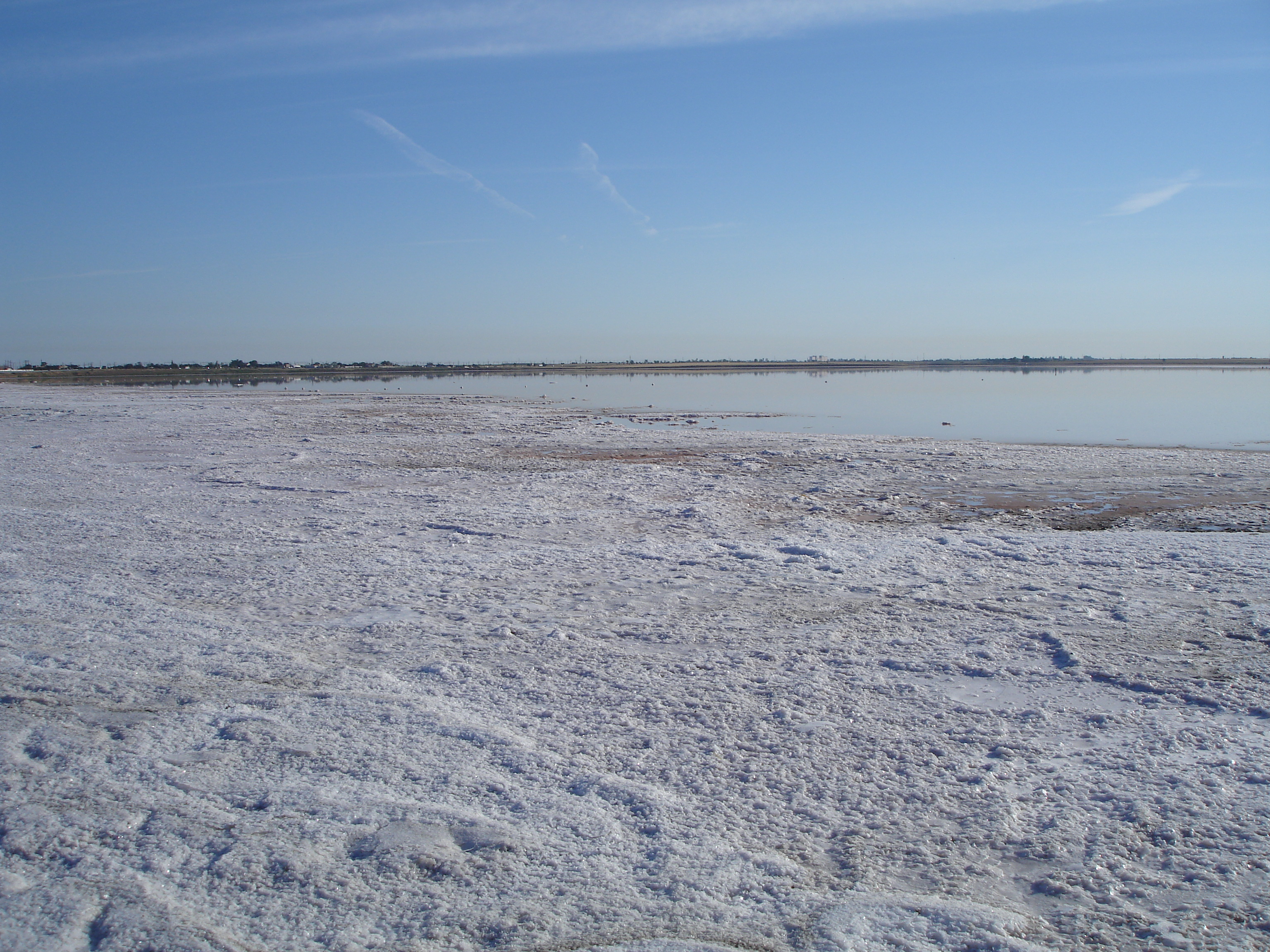
Узбережжя Сиваша
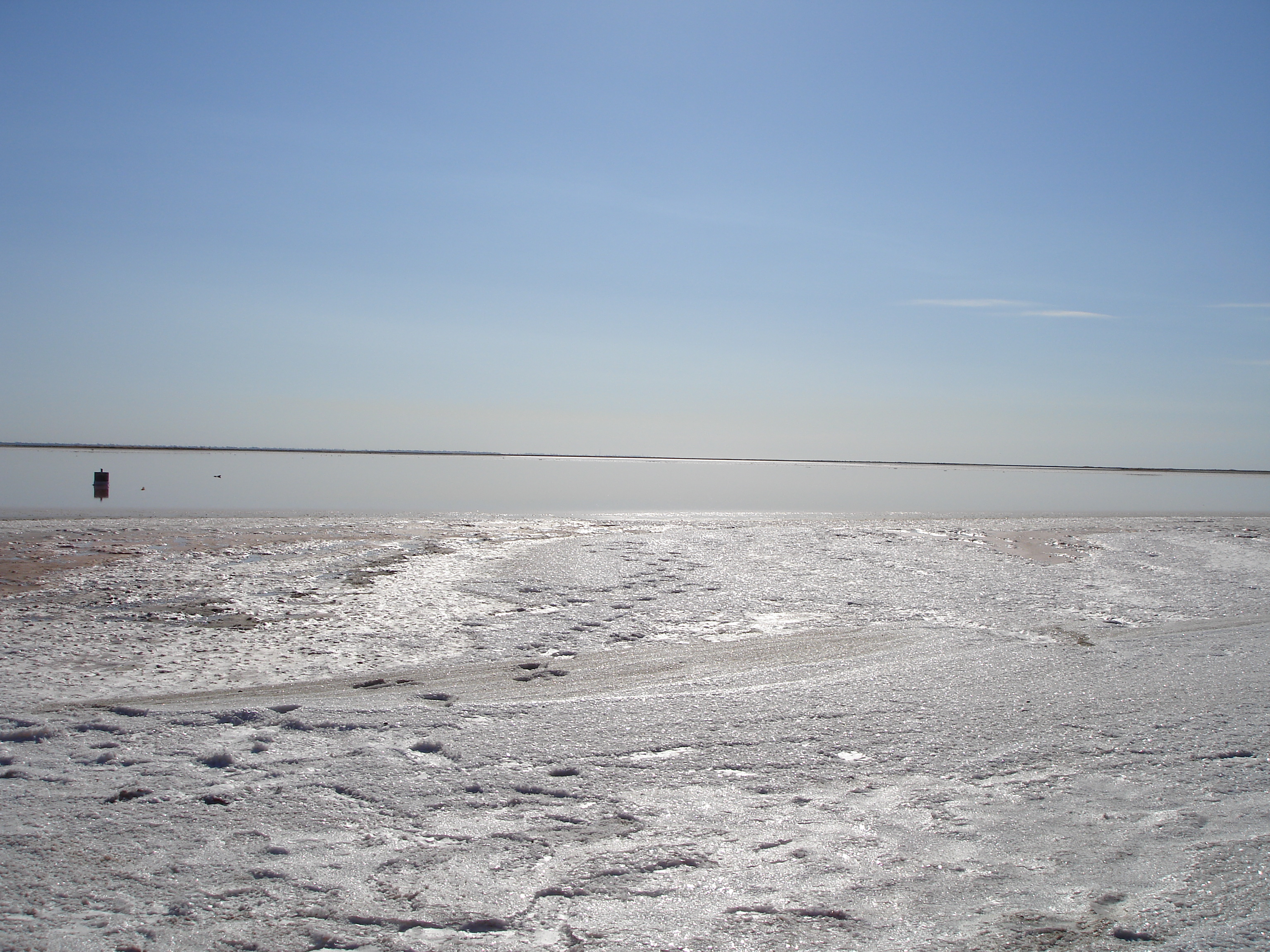
Піщане узбережжя Сиваша
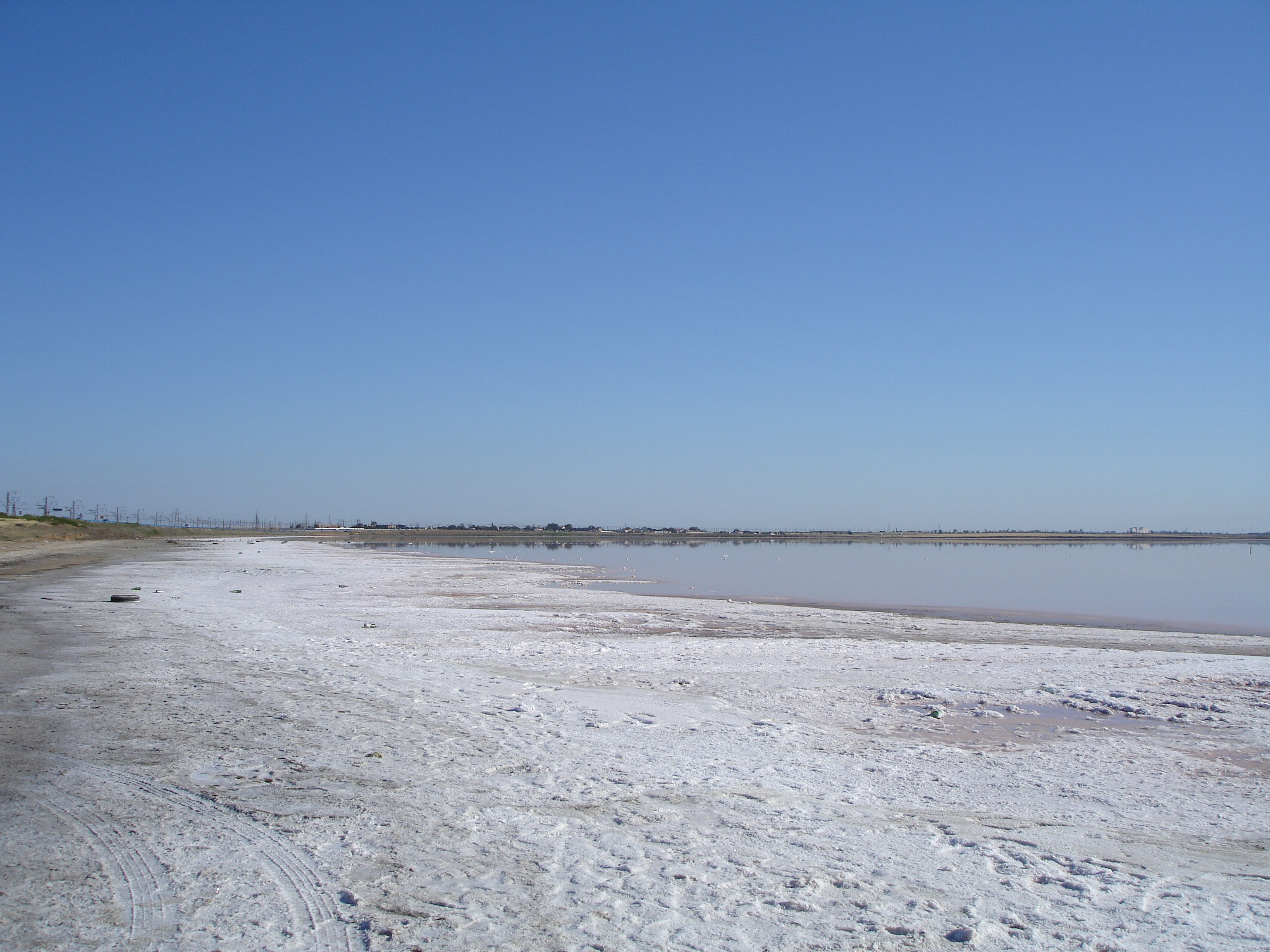
Піщане узбережжя Сиваша

## Ресурси Інтернету
- Постанова Верховної Ради Автономної Республіки Крим Про розширення і впорядкування мережі територій та об'єктів природно-заповідного фонду місцевого значення в Автономній Республіці Крим [Архівовано 18 квітня 2014 у Wayback Machine.]
- Розпорядження Ради міністрів АРК Про надання дозволу на розробку проєктів землеустрою з організації та встановлення меж територій природно-заповідного фонду місцевого значення [Архівовано 30 березня 2018 у Wayback Machine.]
- Про парк на сайті gate.crimea.ua
- Стратегія сталого розвитку Джанкойського району на період до 2020 року. Джанкой, 2009 (с. 11)[недоступне посилання з липня 2019]

## Виноски
1. ↑  .rada.gov.ua/krym/show/rb0913002-00 Текст Постанови АРК № 913-2/2000[недоступне посилання з липня 2019]
2. ↑  «Азов» незаконно використовує 4108 га заповідних земель — стаття на сайті jankoy.org.ua. Архів оригіналу за 5 липня 2015. Процитовано 21 квітня 2015.